# Vaux-en-Amiénois
Vaux-en-Amiénois és un municipi francès situat al departament del Somme i a la regió dels Alts de França. L'any 2007 tenia 437 habitants.

## Demografia

### Població

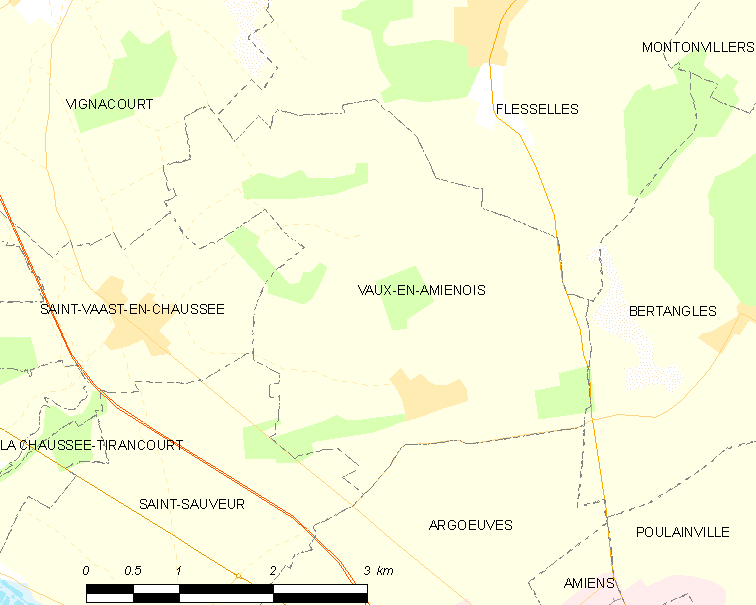

El 2007 la població de fet de Vaux-en-Amiénois era de 437 persones. Hi havia 161 famílies de les quals 25 eren unipersonals (8 homes vivint sols i 17 dones vivint soles), 58 parelles sense fills, 70 parelles amb fills i 8 famílies monoparentals amb fills.
La població ha evolucionat segons el següent gràfic:
Habitants censats

### Habitatges
El 2007 hi havia 173 habitatges, 165 eren l'habitatge principal de la família i 7 estaven desocupats. 162 eren cases i 10 eren apartaments. Dels 165 habitatges principals, 145 estaven ocupats pels seus propietaris, 19 estaven llogats i ocupats pels llogaters i 2 estaven cedits a títol gratuït; 1 tenia una cambra, 9 en tenien dues, 22 en tenien tres, 40 en tenien quatre i 93 en tenien cinc o més. 139 habitatges disposaven pel capbaix d'una plaça de pàrquing. A 61 habitatges hi havia un automòbil i a 96 n'hi havia dos o més.

### Piràmide de població
La piràmide de població per edats i sexe el 2009 era:
| Homes | Edats   | Dones |
| ----- | ------- | ----- |
| 0     | 95 o +  | 0     |
| 0     | 90 a 94 | 0     |
| 0     | 85 a 89 | 0     |
| 0     | 80 a 84 | 8     |
| 8     | 75 a 79 | 8     |
| 12    | 70 a 74 | 8     |
| 4     | 65 a 69 | 8     |
| 16    | 60 a 64 | 12    |
| 8     | 55 a 59 | 12    |
| 4     | 50 a 54 | 12    |
| 16    | 45 a 49 | 8     |
| 24    | 40 a 44 | 16    |
| 20    | 35 a 39 | 16    |
| 16    | 30 a 34 | 8     |
| 20    | 25 a 29 | 28    |
| 4     | 20 a 24 | 8     |
| 12    | 15 a 19 | 8     |
| 12    | 10 a 14 | 4     |
| 4     | 5 a 9   | 16    |
| 12    | 0 a 4   | 12    |

## Economia
El 2007 la població en edat de treballar era de 279 persones, 208 eren actives i 71 eren inactives. De les 208 persones actives 190 estaven ocupades (100 homes i 90 dones) i 18 estaven aturades (5 homes i 13 dones). De les 71 persones inactives 31 estaven jubilades, 22 estaven estudiant i 18 estaven classificades com a «altres inactius».

### Ingressos
El 2009 a Vaux-en-Amiénois hi havia 162 unitats fiscals que integraven 429,5 persones, la mediana anual d'ingressos fiscals per persona era de 19.397 €.

### Activitats econòmiques
Dels 9 establiments que hi havia el 2007, 2 eren d'empreses de construcció, 2 d'empreses de transport, 1 d'una empresa d'hostatgeria i restauració, 1 d'una empresa d'informació i comunicació, 1 d'una empresa financera, 1 d'una empresa immobiliària i 1 d'una empresa de serveis.
Dels 4 establiments de servei als particulars que hi havia el 2009, 2 eren fusteries, 1 restaurant i 1 agència immobiliària.
L'any 2000 a Vaux-en-Amiénois hi havia 20 explotacions agrícoles que ocupaven un total de 1.173 hectàrees.

## Equipaments sanitaris i escolars
El 2009 hi havia una escola elemental integrada dins d'un grup escolar amb les comunes properes formant una escola dispersa.

## Poblacions més properes
El següent diagrama mostra les poblacions més properes.